# Guido Henn und seine Goldene Blasmusik
Guido Henn und seine Goldene Blasmusik ist ein 1995 gegründetes deutsches Blasorchester.

## Geschichte
1995 gründete Guido Henn sein eigenes Orchester unter dem Namen „Guido Henn und seine Böhmerländer Blasmusik“. Guido Henn und sein Orchester sind fester Programmbestandteil in zahlreichen Rundfunksendungen, sie belegten bei Hitparaden einige erste Plätze. Im Herbst 1997 trat Henn erstmals im Fernsehen in der ARD-Sendung „Schlagerparade der Volksmusik“ mit dem Titel „Böhmisch klingen unsre Lieder“ auf. Den endgültigen Durchbruch schaffte er 1999, als er in der gleichen TV-Sendung mit seinem Orchester einen Siegertitel errang. Zum Millenniumwechsel ist der Name auf Goldene Blasmusik geändert worden. Nach dem Jahr 2000 produzierte die Kapelle jährlich neue CDs mit neuen Titeln, charakteristisch ist ein besonders weicher Klang, zahlreiche innovative Titel und ausgefeilte Artikulation im böhmischen Stil.

## Diskographie
- 2016: 20 Jahre
- 2013: Feuer und Eis
- 2012: Adrenalin – Henn’s böhmische Talentschmiede
- 2011: Musikantensehnsucht
- 2009: EMOTIONS
- 2008: Magisch Böhmisch
- 2006: Jubiläums-CD „10 Jahre“
- 2004: Gänsehautgefühl
- 2002/2003: Böhmische Musikantengrüsse
- 2002: Ich bin verrückt nach guter Blasmusik
- 2001: Goldene Zeiten
- 1999: Böhmische Diamanten
- 1998: Zauber der Blasmusik
- 1996: Böhmisch klingen unsre Lieder